# Fort Totten
Fort Totten é uma Região censo-designada localizada no estado norte-americano do Dakota do Norte, no Condado de Benson.

## Demografia
Segundo o censo norte-americano de 2000, a sua população era de 952 habitantes.

## Geografia
De acordo com o United States Census Bureau tem uma área de
20,4 km², dos quais 19,9 km² cobertos por terra e 0,5 km² cobertos por água.

## Localidades na vizinhança
O diagrama seguinte representa as localidades num Raio de 28 km ao redor de Fort Totten.